# Якобинци
Якобѝнци (на френски: Jacobins) са участници в радикално ляво политическо движение по време на Френската революция от 1789 г., представляващи интересите на революционно-демократичната буржоазия, действаща в съюз със селските и плебейски маси. Наричат се така от названието на Якобинския клуб, намиращ се в доминиканския манастир Св. Яков (на френски: Saint-Jacques). Членовете са предимно представители на средната класа, настроени антироялистки. След юли 1791 г. по-умерените му членове се отделят и образуват обществото на феяните.
Движението възниква като Якобински клуб, известен и като „Общество на приятелите и защитниците на Конституцията“ (Société des Amis de la Constitution 1789 – 92), Общество на якобинците (Société des Jacobins 1792 – 94), Приятели на свободата и равенството, Френски якобински клуб (Amis de la Liberté et de l’Égalité). Всъщност това прозвище получават само онези членове на клуба, които остават в него след като през октомври 1792 г. той бива напуснат от жирондинците. Категоричното разделение между якобинци и жирондинци се проявява непосредствено след свалянето на монархията (въстанието на 10 август 1792 г.) Якобинците, ръководени от Максимилиан Робеспиер, Жан-Пол Марат, Жорж Дантон, Луи Антоан дьо Сен Жюст, представляват политическа партия, чиято програма набляга основно на защита на завоеванията от революцията и по-нататъшното ѝ разрастване. Те са категорични привърженици на пълното политическо равенство. Много от тях – напр. Робеспиер, Сен-Жюст и др. – дори се стремят към републиканско управление, което да заличава големите контрасти между нищетата и богатството. В политико-исторически план революционерите-якобинци са на противоположния полюс на консерваторите.

## История
По време на Учредителното събрание първи създават свой политически клуб представителите на Бретан (наричан Бретонски клуб). Сред основателите са Ланжюине, Дефермон и Льо Шапелие. По-късно се присъединяват Мирабо, абат Сийес, Барнав, Петион, Волне, Грегоар, Робеспиер, Дюпор, Лафайет, Ламет, херцог д’Егийон. Нови членове се приемат с поръчителството на някой от основателите. Дължи се сравнително висок членски внос, затова в клуба влизат предимно състоятелни хора. След преместването на Учредителното събрание от Версай в Париж през октомври 1789 г. клубът избира за свое седалище бившия манастир на доминиканците „Св. Яков“ на ул. „Сент Оноре“, където се обединява с Обществото на приятелите на Конституцията, съставено от дребни буржоа и занаятчии от Париж, и започва да се нарича Якобински клуб. Клубът си поставя две цели: предварително да обсъжда решаваните в Учредителното събрание национални проблеми и да работи за изработването на конституция.
Още преди края на 1790 г. клубът се превръща в основен фактор на общественото мнение и създава свои филиали в много френски градове, като през първата година са около 100, а впоследствие – 400. Те поддържат постоянна връзка с Парижкия клуб и се информират взаимно за обсъжданията и взетите решения. Така създадената структура помага на якобинците да спечелят подкрепата на широки слоеве там, където функционират техни филиали. Сред тях има много професионалисти: държавни чиновници, юристи, а с течение на времето се присъединяват и много селяни и занаятчии.
Според Ташева периодите на развитие на Якобинския клуб донякъде съвпадат с развитието на революцията: от създаването му до падането на монархията след въстанието от 10 август 1792 г. и обявяването на републиката; вторият период продължава от септември 1792 г. до Термидорианския преврат на 27 юли 1794 г. и трети период до закриването на клуба през 1795 г. и разпадането на якобинската организация.
През първия период от защитници на конституционната монархия якобинците се превръщат в убедени републиканци. В началото най-силно влияние имат конституционалистите, след това брисотинците, но накрая надмощие взема течението, оглавявано от Робеспиер. През юли 1791 след приетата петиция с настояване за сваляне на краля от Якобинския клуб се отделят фьойаните.
С продължаването на Френската революция се сформират нови законодателни органи. В Законодателното събрание и Конвента депутатите, членове на Якобинския клуб, се разделят на две фракции: жирондинци и якобинци, които постепенно започват да се разминават в мненията си по редица въпроси, преди всичко в отношението си към въпроса за съдбата на краля и за отношението към войната. След 1792 г. разривът между двете течения става окончателен, като якобинците се обявяват за врагове на жирондистите, които според тях представляват егоистичната търговска класа. След септемврийските кланета от 1792 г. разривът между двете течения става окончателен. Партията на якобинците включва дясно крило (монтаняри), с лидер Дантон, център начело с Робеспиер, и ляво крило (корделиери), начело с Марат. Якобинците-монтаняри представят себе си за патриоти, изразяващи настроението на широките народни маси и искат радикални реформи, развитие на революцията и установяване на република. На най-голяма почит са идеите на Жан-Жак Русо, особено политическата му теория. Якобинците се стремят към налагане на „демократичен абсолютизъм“, който да отговаря на учението на Русо.
През втория период якобинците упражняват влиянието си успоредно с възникването на втори център на влияние (освен Конвента): парижките санкюлоти, обединени около Парижката комуна. В Париж се засилва влиянието на т.нар. „бесни“ санкюлоти, които искат установяване на „максимум“ на цените и строги наказания, включително смърт срещу спекулантите. В същото време жирондистите, които представят главно новозабогатялата провинциална буржоазия и заемат ръководна позиция в Конвента, усещат все по-неконтролируемия характер на събитията и открито се противопоставят на якобинците-монтаняри начело с Робеспиер. Сериозните противоречия, които възникват по въпроса за съдбата на краля, водят до разцепление и през октомври 1792 г. жирондистите са изключени от Якобинския клуб, който вече представя най-лявото, радикално течение на революцията.

## Управление
Вторият период от развитието на якобинското движение кулминира в завземането на властта изцяло от представителите на якобинците и разправа с политическите им противници.
В началото на 1793 г. обстановката се влошава – започва въстание във Вандея, разраснало се в гражданска война, а през април Франция обявява война на Австрия. След няколкомесечен период на доминация в Конвента жирондистите са свалени с народно въстание от 31 май - 2 юни 1793 г. и якобинците (предимно тези от центъра) установяват режим на революционно–демократична диктатура, наречена впоследствие якобинска диктатура. Ролята на Якобинския клуб еволюира от център за дебати на реформите в основен морален инструмент за упражняване на истински терор над противниците. В провинцията съществуват между 5 000 и 8 000 клуба с около 500 000 души през септември 1793 г. и представляват национална мрежа, която наподобява правителство в сянка. На 30 август 1793 на сбирка на Якобинския клуб Жан-Батист Роайе, депутат от Конвента и конституционен епископ (приел Гражданската конституция на свещениците), предлага: „Поставете терора на дневен ред“. Неговият призив става крилат израз и е пренесен на 5 септември в Конвента.
Още от първите месеци на 1794 г. между отделните течения сред якобинците се изострят вътрешните противоречия. Дантон и неговите привърженици (дантонистите) настояват за отслабване на режима на диктатура. Срещу тях се изправят левите ебертисти („крайните“) якобинци, които изискват по-нататъшно осъществяване на социално–икономическите мерки в интерес на най-бедните слоеве и дори усилване на революционния терор. Основното ядро якобинци се обединява около Робеспиер. Робеспиеристите в яростната си борба срещу опозицията дори стигат до там, че през април–март 1794 г. екзекутират водачите на дантонистите и на левите. Но и това не предотвратява разкола сред якобинците и всеобщото нарастване на недоволството срещу диктатурата сред населението.
Термидорианският преврат (27 – 28 юли 1794) слага край на властта на якобинците. На 28 юли са гилотинирани Робеспиер, Сен-Жюст и най-близките им поддръжници, а в следващите дни и още много верни техни последователи. През август-септември 1794 г. термидорианците на свой ред предприемат чистка сред якобинците и през ноември Конвентът постановява Якобинският клуб да бъде затворен.

## Оценки
Демулен още през 1791 г. прави аналогия между Якобинския клуб и инквизицията във вестника си „Революсион дьо Франс е дьо Брабан“:
| „ | Якобинският клуб е истинският следствен комитет на нацията... Не само че се изявява като големия инквизитор, който ужасява аристократите, но е и големият реформатор, който поправя нередностите и се притича на помощ на всички граждани | “ |

## В други страни
Якобинизмът е радикално лява политико-социална идеология. Днес във Франция якобинът обикновено подкрепя централизираната републиканска държава и силните правомощия на централната власт и/или е поддръжник на широката държавна намеса за трансформиране на обществото.
Полски якобинци е неголяма революционна група по време на Полското въстание от 1794 г. Те предствляват радикално настроената част от новосъздаващата се полска интелигенция. Техни лидери били К.Конопка, Ю.Майер, Я.Ясински, Ф.Гожковски и др. Били последователи на Хуго Колонтай, но през 1794 г. заемат по-радикална позиция, настоявайки за установяване на република. Ползвали са се с поддръжката на народните маси във Варшава, които на два пъти (9 май и 28 юни) извършват под ръководството на якобинците екзекуция на изменниците.
Руски якобинци се наричат привържениците на политическо-заговорническото направление в народническото движение през втората половина на 19 век. Въпреки господстващата в революционните среди вяра в победата на евентуална селска революция, руските якобинци поставят под съмнение революционните способностите на селските маси и считат, че революцията трябва да започне с държавен преврат, осъществен от силите на организирано революционно малцинство, което, завземайки властта, да установи революционна диктатура и да наложи с декрети определени социални преобразувания. За разлика от френските якобинци, руските били социалисти–утописти и в организационно и идейно отношение били близки до френските бланкисти.
Първият манифест на руските якобинци – прокламацията на П.Г.Заичневский „Млада Русия“ – е създаден в началото на 1870-те години в Цюрих. Швейцарският кръжок издавал списание „Набат“ и поддръжал връзки с полските, френските и балканските революционери. В края на 1877 г. в Швейцария било създадено дори „якобинско“ „Общество за народно освобождение“. Малки якобински групи съществували и на територията на самата Русия – в Орел, Одеса, Киев и Петербург.